# Clitumninae
Clitumninae - podrodzina straszyków z rodziny Phasmatidae. Spotykane w Azji.

## Systematyka
Phasmida Species File wyróżnia 3 plemienia:

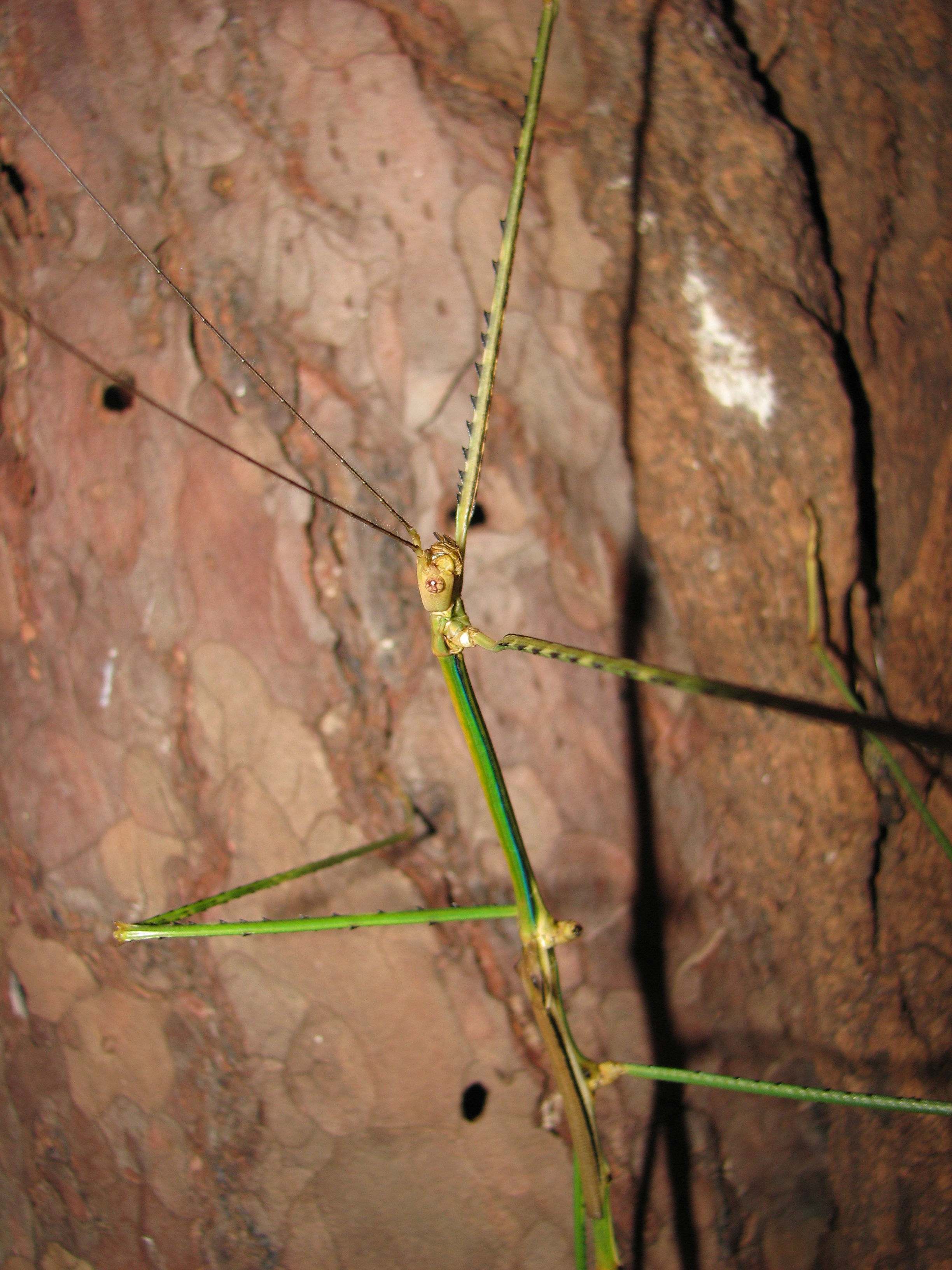
Phobaeticus serratipes

### Clitumnini
Brunner von Wattenwyl, 1893
- Cuniculina Brunner von Wattenwyl, 1907
- Ectentoria Brunner von Wattenwyl, 1907
- Entoria Stål, 1875
- Erringtonia Brunner von Wattenwyl, 1907
- Gongylopus Brunner von Wattenwyl, 1907
- Lobofemora Bresseel & Constant, 2015
- Mesentoria Chen & He, 2008
- Metentoria Brunner von Wattenwyl, 1907
- Parabaculum Brock, 1999
- Paraentoria Chen & He, 1997
- Paraleiophasma Chen & He, 2008
- Prosentoria Brunner von Wattenwyl, 1907
- Ramulus Saussure, 1862
- Rhamphophasma Brunner von Wattenwyl, 1893
- Woodmasonia Brunner von Wattenwyl, 1907

### Medaurini
Hennemann & Conle, 2008
- Cnipsomorpha Hennemann, Conle, Zhang & Liu, 2008
- Interphasma Chen & He, 2008
- Medaura Stål, 1875
- Medauroidea Zompro, 2000
- Medauromorpha Bresseel & Constant, 2017
- Neointerphasma Ho, 2017
- Neosinophasma Ho, 2017
- Parapachymorpha Brunner von Wattenwyl, 1893

### Pharnaciini
Günther, 1953
- Baculonistria Hennemann & Conle, 2008
- Pharnacia Stål, 1877
- Phobaeticus Brunner von Wattenwyl, 1907
- Phryganistria Stål, 1875
- Tirachoidea Brunner von Wattenwyl, 1893